# Pierre Fabry-Chailan
Pierre Fabry-Chailan, ou Fabri-Chailan, né Pierre Antoine Jacques Fabry le 30 avril 1774 à Aix-en-Provence et mort le 27 janvier 1852 à Mallemort, est un homme politique français.

## Biographie
Fils de Marc Antoine Fabry, avocat au Parlement, et de Rose Henriette Chailan, il est élève du Collège de Juilly puis entre sous le Premier Empire au service du ministre de la Police Joseph Fouché, dont il devient le secrétaire et le parfait auxiliaire. 
En 1815, lors des Cent-Jours, il reste au service de Fouché tout en étant membre de la commission de censure des journaux. 
Au mois de mai de cette année ont lieu les élections pour la nouvelle Chambre des représentants convoquée par Napoléon. Fouché l'envoie alors se faire élire député des Bouches-du-Rhône, et plus particulièrement à Aix qu'il considère comme un véritable fief. Le zélé secrétaire est largement élu avec 36 voix sur 39 votants.
À la Chambre qui se réunit à partir du 4 juin, Fabry remplit parfaitement le rôle d'observateur et d'homme de main pour le compte du duc d'Otrante. Ainsi, lorsque le 16 juin, le gouvernement impérial propose d'exclure de l'Assemblée les ministres en poste, dont Fouché, Fabry s'élève contre cette mesure en compagnie de Manuel et de Jay, autre séides du ministre de la Police.
Après Waterloo, Fabry participe aux intrigues de son patron, devenu président de la commission de gouvernement, avec les royalistes en vue d'une seconde Restauration. Il maintient les contacts avec Pasquier ou encore avec son ami personnel le baron de Vitrolles, dont il empêche in extremis l'arrestation.
Lorsque Fouché est éloigné par Louis XVIII en septembre 1815 et envoyé auprès de l'ambassade de Dresde, Fabry reste à Paris et entre au service du nouveau président du Conseil, le duc de Richelieu. D'après Pozzo di Borgo, il semble qu'il espionnait en fait ce dernier au profit du duc d'Otrante.
Lorsqu'en janvier 1816, Fouché est destitué et banni du royaume, c'est Fabri qui est envoyé par Richelieu lui apporter la nouvelle. En 1817, il épouse Marie Ursule Tulle Nicolas.
Celle-ci meurt à Saint-Cannat en 1847.

### Sources et bibliographie
- « Pierre Fabry-Chailan », dans Adolphe Robert et Gaston Cougny, Dictionnaire des parlementaires français, Edgar Bourloton, 1889-1891 [détail de l’édition]
- Louis Madelin, Fouché, Librairie Plon, 1955